# San Jacinto County
San Jacinto County är ett administrativt område i delstaten Texas, USA, med 26 384 invånare (2010). Den administrativa huvudorten (county seat) är Coldspring.

## Geografi
Enligt United States Census Bureau så har countyt en total area på 1 327 km². 1 479 km² av den arean är land och 148 km² är vatten.  

### Angränsande countyn
- Trinity County - norr
- Polk County - nordost
- Liberty County - sydost
- Montgomery County - sydväst
- Walker County - nordväst